# Гертруда от Брауншвайг
Гертруда от Брауншвайг (на немски: Gertrud von Braunschweig; * 1060; † 9 декември 1117, Брауншвайг) от фамилията Брунони, е маркграфиня на Майсен.

## Биография
Тя е дъщеря на Екберт I († 1068), маркграф на Майсен от рода Брунони, и Ирмгард от Суза, дъщеря на Оделрик Манфред II, маркграф на Торино (Ардуини).
След смъртта на бездетния си по-голям брат Екберт II през 1090 г., тя получава брунонската собственост около Брауншвайг.
Гертруда се омъжва за граф Дитрих II от Катленбург († 1085). С него тя има син Дитрих III от Катленбург (* 1075/1080; † 12 август 1106). След убийството на съпруга ѝ през 1085 г. тя се омъжва за граф Хайнрих Дебели († 1101) от Графство Нортхайм, маркграф във Фризия и титулува херцог на Бавария, с когото през 1087 – 1089 г. има дъщеря Рихенза Нортхаймска († 1141), която се омъжва през 1100 г. за бъдещия император Лотар III (Суплинбурги).
След смъртта на Хайнрих Гертруда се омъжва за трети път за Хайнрих I от Майсен († 1103) от рода Ветини, маркграф на Майсен, с когото има син Хайнрих II (* 1103; † 1123).
Тя основава през 1115 г. манастира Aegidien в Брауншвайг.